# 국가지원지방도
국가지원지방도(國家支援地方道)란 대한민국의 지방도 중에서 주요 도시, 공항, 항만, 산업단지, 주요 도서, 관광지 등 주요 교통유발시설 지역을 연결하며 고속국도와 일반 국도로 이루어진 국가 기간도로망을 보조하는 도로로서 국토교통부고시로 그 노선이 지정된 것을 말한다. 흔히 줄여서 국지도(國支道)라고도 한다.

## 개요
원래 국가지원지방도는 1994년 건설부에서 발표한 일반국도 노선지정령 개정안에 새로 포함된 국도지정예정도로가 시초이다. 당시 건설부에서는 다음과 같이 국도 신설 및 연장을 계획하고 있었다.
| 노선번호 | 구간        | 연장 (km) |
| -------- | ----------- | --------- |
| 49       | 해남 ~ 원주 | 378       |
| 57       | 대전 ~ 안양 | 149       |
| 58       | 나주 ~ 부산 | 179       |
| 59       | 하동 ~ 성주 | 105       |
| 60       | 목포 ~ 일광 | 294       |
| 67       | 창원 ~ 선산 | 118       |
| 68       | 장항 ~ 영일 | 253       |
| 69       | 부산 ~ 영덕 | 192       |
| 70       | 서산 ~ 춘천 | 187       |
| 82       | 포승 ~ 생극 | 97        |
| 84       | 강화 ~ 원주 | 140       |
| 86       | 인천 ~ 춘천 | 166       |
| 88       | 하남 ~ 평해 | 202       |
| 95       | 대정 ~ 제주 | 30        |
| 97       | 표선 ~ 제주 | 35        |

| 노선번호 | 시점              | 종점             |
| -------- | ----------------- | ---------------- |
| 14       | 거제              | 울산 → 포항      |
| 15       | 나로도 → 외나로도 | 담양 → 고창 해리 |
| 19       | 남해              | 원주 → 홍천 서석 |
| 20       | 시천              | 경주 → 포항      |
| 23       | 강진              | 천안 → 문산      |
| 27       | 녹동 → 거금도     | 군산             |
| 30       | 변산              | 대구 → 창원      |
| 31       | 울산 → 부산       | 신고산           |
| 32       | 서산              | 대전 → 점촌      |
| 33       | 고성              | 선산 → 진부      |
| 38       | 평택 → 대산       | 동해             |
| 39       | 부여              | 의정부 → 동두천  |
| 40       | 태안              | 공주 → 청원      |
| 43       | 발안 → 천안       | 고성             |
| 44       | 양평 → 용인       | 양양             |
| 46       | 인천              | 간성 → 속초      |
| 56       | 김화 → 김포       | 양양             |

이 노선들은 모두 국도로 승격되어 국가에서 관리할 예정이었으나 모두 승격시켜 운영하기에는 국가 재정이 부족하여 일부 노선만 국도로 승격하고 나머지 구상한 구간은 모두 국도준용도라는 이름으로 신규 지정하게 된다. 국도준용도의 의미는 다음과 같다.
국도준용도 : 국도승격은 필요하지만 국가재정여건상 국도승격을 할 수 없는 주요 간선지방도를 대상으로 공사비, 설계비는 국고에서 지원하고 지자체가 용지보상비와 유지관리비를 부담하는 지방도

단, 이 국도준용도라는 의미는 건설부에서 발표한 내용에만 언급되어 있었으며 실제 도로법에는 포함되어 있지 않아 도로법 상에는 국도준용도에 대한 설명은 없었다. 이 국도준용도들은 본래 국도로 승격시키려고 했던 노선이었으므로 총 사업비의 70% 수준인 공사비와 조사설계를 국가가 맡고 용지보상비와 건설, 관리는 지방이 맡는 형식이 된다. 이것이 시초가 되어 지금의 국가지방도가 일반 지방도와는 달리 지방자치단체가 아닌 국가가 도로 건설비용을 지원한다는 점에서 차이점이 발생하게 되었다. 현재 사용되고 있는 국가지원지방도라는 명칭은 1995년 11월 13일에 건설교통부에서 도로법을 개정하면서 수정한 것으로, 이전의 국도준용도와 달리 지금의 국가지원지방도는 도로 유지관리비도 지방자치단체의 재정여건에 따라 국고지원이 가능해지고 국고지원대상이 공사비, 설계비, 유지관리비 등으로 범위가 확장된 점이 차이가 있다. 이후 1995년 12월 6일에 도로법이 개정되어 제2조의 3항이 신설되어 지금의 국가지원지방도의 정의가 내려졌다. 이 때 신설된 국가지원지방도의 정의는 다음과 같다.

제2조의3 (국가지원지방도의 정의등)

① 이 법에서 국가지원지방도라 함은 지방도중 중요도시·공항·항만·공업단지·주요도서·관광지등 주요교통유발시설지역을 연결하며 고속국도와 일반국도로 이루어진 국가기간도로망을 보조하는 도로(교통연결의 일관성을 유지하기 위하여 필요한 경우에는 특별시도·광역시도·시도·군도 또는 신설구간을 포함한다. 이하 같다)로서 대통령령으로 그 노선이 지정된 것을 말한다.
②제1항의 규정에 의한 대통령령에는 그 노선번호·노선명·기점·종점·중요경과지 기타 필요한 사항을 정하여야 한다.— 법률 제5025호 도로법, 1995년 12월 6일 개정 내용

그리고 개정된 도로법에 따라 1996년 7월 19일 대통령령 제15124호, 국가지원지방도 노선 지정령이 제정되어 이를 통해 29개 노선 총 3,508km가 지정되었으며, 2001년 8월 25일 국가기간도로망을 보조하는 개념이 되어 노선 지정을 전부 개정해 기존 지정된 노선을 폐지하거나 국도로 승격, 새로 신설했다.
하지만 2014년 7월 14일 《도로법》의 전면 개정으로 인해 《국가지원지방도 노선 지정령》이 폐지되었다. 이 법령 개정 후 변경 및 신설, 폐지되는 국가지원지방도 노선에 대해서는 국토교통부 고시에 의해 이루어지게 된다. 이후 2015년 3월 27일에 국가지원지방도 노선이 국토교통부고시를 통해 다시 지정되었다.

## 노선 부여체계
국가지원지방도의 노선 번호는 일반지방도와 같이 사각형 도형 속에 노란색 바탕안에 청색으로 숫자를 표기하는 방식으로 표기한다. 다만 일반지방도와 다른 점은 국가지원지방도는 노선번호가 두자리수라는 것이다.

## 역사
- 1996년 7월 19일 : 국가지원지방도 노선 지정령을 제정, 29개 노선을 신설[10]

| 노선번호명              | 노선명                | 기점                            | 종점                     |
| ----------------------- | --------------------- | ------------------------------- | ------------------------ |
| 국가지원지방도 제13호선 | 신지 ~ 완도선         | 전라남도 완도군 신지면          | 전라남도 완도군 완도읍   |
| 국가지원지방도 제15호선 | 외나로도 ~ 고창선     | 전라남도 고흥군 봉래면          | 전라북도 고창군 해리면   |
| 국가지원지방도 제19호선 | 원주 ~ 홍천선         | 강원도 원주시                   | 강원도 홍천군 서석면     |
| 국가지원지방도 제22호선 | 여천 ~ 순천선         | 전라남도 여천군 화정면          | 전라남도 순천시          |
| 국가지원지방도 제23호선 | 천안 ~ 파주선         | 충청남도 천안시                 | 경기도 파주시 문산읍     |
| 국가지원지방도 제27호선 | 고흥 ~ 녹동선         | 전라남도 고흥군 금산면 (거금도) | 전라남도 고흥군 도양읍   |
| 국가지원지방도 제30호선 | 대구 ~ 창원선         | 대구광역시 서구                 | 경상남도 창원시 동면     |
| 국가지원지방도 제31호선 | 부산동래 ~ 부산기장선 | 부산광역시 동래구               | 부산광역시 기장군 일광면 |
| 국가지원지방도 제32호선 | 대전 ~ 문경선         | 대전광역시 유성구               | 경상북도 문경시          |
| 국가지원지방도 제33호선 | 구미 ~ 평창선         | 경상북도 구미시 선산읍          | 강원도 평창군 진부면     |
| 국가지원지방도 제39호선 | 의정부 ~ 동두천선     | 경기도 의정부시                 | 경기도 동두천시          |
| 국가지원지방도 제40호선 | 태안 ~ 청원선         | 충청남도 태안군 태안읍          | 충청북도 청원군 부용면   |
| 국가지원지방도 제44호선 | 용인 ~ 양평선         | 경기도 용인시 용인읍            | 경기도 양평군 양평읍     |
| 국가지원지방도 제49호선 | 해남 ~ 원주선         | 전라남도 해남군 문내면          | 강원도 원주시            |
| 국가지원지방도 제56호선 | 김포 ~ 인제선         | 경기도 김포군 월곶면            | 강원도 인제군 북면       |
| 국가지원지방도 제57호선 | 대전 ~ 안양선         | 대전광역시 서구                 | 경기도 안양시            |
| 국가지원지방도 제58호선 | 나주 ~ 부산선         | 전라남도 나주시 금천면          | 부산광역시 강서구        |
| 국가지원지방도 제59호선 | 하동 ~ 성주선         | 경상남도 하동군 횡천면          | 경상북도 성주군 수륜면   |
| 국가지원지방도 제60호선 | 목포 ~ 양산선         | 전라남도 목포시                 | 부산광역시 기장군 장안읍 |
| 국가지원지방도 제67호선 | 통영 ~ 칠곡선         | 경상남도 통영시                 | 경상남도 칠곡군 왜관읍   |
| 국가지원지방도 제68호선 | 서천 ~ 경주선         | 충청남도 서천군 장항읍          | 경상북도 경주시          |
| 국가지원지방도 제69호선 | 부산 ~ 영덕선         | 부산광역시 강서구               | 경상북도 영덕군 영덕읍   |
| 국가지원지방도 제70호선 | 서산 ~ 춘천선         | 충청남도 서산시 지곡면          | 강원도 춘천시 서면       |
| 국가지원지방도 제82호선 | 화성 ~ 음성선         | 경기도 화성군 향남면            | 충청북도 음성군 생극면   |
| 국가지원지방도 제84호선 | 강화 ~ 원주선         | 인천광역시 강화군 강화읍        | 강원도 원주시 부론면     |
| 국가지원지방도 제86호선 | 인천 ~ 춘천선         | 인천광역시 서구                 | 강원도 춘천시 동산면     |
| 국가지원지방도 제88호선 | 하남 ~ 울진선         | 경기도 하남시                   | 경상북도 울진군 평해읍   |
| 국가지원지방도 제95호선 | 남제주 ~ 북제주선     | 제주도 남제주군 대정읍          | 제주도 북제주군 애월읍   |
| 국가지원지방도 제97호선 | 남제주 ~ 제주선       | 제주도 남제주군 표선면          | 제주도 제주시            |

- 2001년 8월 25일 : 6개 노선 국도 승격 및 7개 노선 폐지, 7개 노선 신설, 5개 노선 변경[11]

| 노선번호명 | 노선번호명 | 노선명            | 노선명          | 기점                            | 기점                   | 종점                     | 종점                     | 비고                                              |
| 변경 전    | 변경 후    | 변경 전           | 변경 후         | 변경 전                         | 변경 후                | 변경 전                  | 변경 후                  | 비고                                              |
| ---------- | ---------- | ----------------- | --------------- | ------------------------------- | ---------------------- | ------------------------ | ------------------------ | ------------------------------------------------- |
| 제19호     | 폐지       | 원주 ~ 홍천선     | 폐지            | 강원도 원주시                   | 폐지                   | 강원도 홍천군 서석면     | 폐지                     | 국도 제19호선으로 승격                            |
| 제20호     | 제20호     | 포항 ~ 영덕선     | 포항 ~ 영덕선   | 경상북도 포항시                 | 경상북도 포항시        | 경상북도 영덕군 축산면   | 경상북도 영덕군 축산면   | 노선 신설                                         |
| 제22호     | 제22호     | 여천 ~ 순천선     | 여수 ~ 순천선   | 전라남도 여천군 화정면          | 전라남도 여수시 화정면 | 전라남도 순천시          | 전라남도 순천시          | 노선명 변경                                       |
| 제27호     | 폐지       | 고흥 ~ 녹동선     | 폐지            | 전라남도 고흥군 금산면 (거금도) | 폐지                   | 전라남도 고흥군 도양읍   | 폐지                     | 국도 제27호선으로 승격                            |
| 제33호     | 폐지       | 구미 ~ 평창선     | 폐지            | 경상북도 구미시 선산읍          | 폐지                   | 강원도 평창군 진부면     | 폐지                     | 국도 제59호선으로 승격                            |
| 제37호     | 제37호     | 남원 ~ 거창선     | 남원 ~ 거창선   | 전라북도 남원시 인월면          | 전라북도 남원시 인월면 | 경상남도 거창군 위천면   | 경상남도 거창군 위천면   | 노선 신설                                         |
| 제40호     | 폐지       | 태안 ~ 청원선     | 폐지            | 충청남도 태안군 태안읍          | 폐지                   | 충청북도 청원군 부용면   | 폐지                     | 노선 폐지 국가지원지방도 제96호선으로 노선 변경   |
| 제44호     | 폐지       | 용인 ~ 양평선     | 폐지            | 경기도 용인시 용인읍            | 폐지                   | 경기도 양평군 양평읍     | 폐지                     | 국가지원지방도 제98호선으로 통합                  |
| 제49호     | 제49호     | 해남 ~ 원주선     | 해남 ~ 원주선   | 전라남도 해남군 문내면          | 전라남도 해남군 화원면 | 강원도 원주시            | 강원도 원주시            | 기점 변경                                         |
| 제55호     | 제55호     | 해남 ~ 금산선     | 해남 ~ 금산선   | 전라남도 해남군 북평면          | 전라남도 해남군 북평면 | 충청남도 금산군 금산읍   | 충청남도 금산군 금산읍   | 노선 신설                                         |
| 제56호     | 제56호     | 김포 ~ 인제선     | 김포 ~ 인제선   | 경기도 김포군 월곶면            | 경기도 김포시 월곶면   | 강원도 인제군 북면       | 강원도 인제군 북면       | 기점 변경                                         |
| 제59호     | 폐지       | 하동 ~ 성주선     | 폐지            | 경상남도 하동군 횡천면          | 폐지                   | 경상북도 성주군 수륜면   | 폐지                     | 국도 제59호선으로 승격                            |
| 제60호     | 제60호     | 목포 ~ 양산선     | 무안 ~ 부산선   | 전라남도 목포시                 | 전라남도 무안군 현경면 | 부산광역시 기장군 장안읍 | 부산광역시 기장군 장안읍 | 기점 변경                                         |
| 제69호     | 제69호     | 부산 ~ 영덕선     | 부산 ~ 울진선   | 부산광역시 강서구               | 부산광역시 강서구      | 경상북도 영덕군 영덕읍   | 경상북도 울진군 원남면   | 노선 연장                                         |
| 제78호     | 제78호     | 김포 ~ 포천선     | 김포 ~ 포천선   | 경기도 김포시 월곶면            | 경기도 김포시 월곶면   | 경기도 포천군 이동면     | 경기도 포천군 이동면     | 노선 신설                                         |
| 제79호     | 제79호     | 창녕 ~ 안동선     | 창녕 ~ 안동선   | 경상남도 창녕군 유어면          | 경상남도 창녕군 유어면 | 경상북도 안동시 일직면   | 경상북도 안동시 일직면   | 노선 신설                                         |
| 제82호     | 제82호     | 화성 ~ 음성선     | 화성 ~ 평창선   | 경기도 화성군 향남면            | 경기도 화성군 향남면   | 충청북도 음성군 생극면   | 강원도 평창군 평창읍     | 노선 연장                                         |
| 제86호     | 제86호     | 인천 ~ 춘천선     | 남양주 ~ 춘천선 | 인천광역시 서구                 | 경기도 남양주시 진접읍 | 강원도 춘천시 동산면     | 강원도 춘천시 동산면     | 노선 단축                                         |
| 제88호     | 제88호     | 하남 ~ 울진선     | 하남 ~ 영양선   | 경기도 하남시                   | 경기도 하남시          | 경상북도 울진군 평해읍   | 경상북도 영양군 일월면   | 노선 단축 영양 ~ 울진 구간 국도 제88호선으로 승격 |
| 제95호     | 폐지       | 남제주 ~ 북제주선 | 폐지            | 제주도 남제주군 대정읍          | 폐지                   | 제주도 북제주군 애월읍   | 폐지                     | 국도 제95호선으로 승격                            |
| 제96호     | 제96호     | 태안 ~ 청원선     | 태안 ~ 청원선   | 충청남도 태안군 남면            | 충청남도 태안군 남면   | 충청북도 청원군 부용면   | 충청북도 청원군 부용면   | 노선 신설 국가지원지방도 제40호선 노선 변경       |
| 제98호     | 제98호     | 수도권 순환선     | 수도권 순환선   | 경기도 수원시                   | 경기도 수원시          | 경기도 수원시            | 경기도 수원시            | 노선 신설                                         |

- 2006년 12월 21일 : 국가지원지방도 제68호선 기점을 '충청남도 서천군 장항읍'에서 '전라북도 군산시 옥도면'으로 연장하고 노선명을 '서천 ~ 경주선'에서 '군산 ~ 경주선'으로 변경[12]
- 2008년 1월 3일 : 국가지원지방도 제68호선 군산 ~ 장항 구간이 국도 제4호선으로 승격되면서 기점을 '전라북도 군산시 옥도면'에서 '충청남도 서천군 장항읍'으로 환원하고 노선명을 '군산 ~ 경주선'에서 '서천 ~ 경주선'으로 환원[13]
- 2008년 11월 17일 : 1개 노선 폐지, 2개 노선 신설, 8개 노선 변경[14]

| 노선번호명 | 노선번호명 | 노선명                | 노선명            | 기점                   | 기점                           | 종점                     | 종점                   | 비고                     |
| 변경 전    | 변경 후    | 변경 전               | 변경 후           | 변경 전                | 변경 후                        | 변경 전                  | 변경 후                | 비고                     |
| ---------- | ---------- | --------------------- | ----------------- | ---------------------- | ------------------------------ | ------------------------ | ---------------------- | ------------------------ |
| 제15호     | 제15호     | 외나로도 ~ 고창선     | 외나로도 ~ 영광선 | 전라남도 고흥군 봉래면 | 전라남도 고흥군 봉래면         | 전라북도 고창군 해리면   | 전라남도 영광군 홍농읍 | 노선 연장                |
| 제23호     | 제23호     | 천안 ~ 파주선         | 천안 ~ 서울선     | 충청남도 천안시        | 충청남도 천안시                | 경기도 파주시 문산읍     | 서울특별시 마포구      | 노선 단축                |
| 제28호     | 제28호     | 영주 ~ 삼척선         | 영주 ~ 삼척선     | 경상북도 영주시 봉현면 | 경상북도 영주시 봉현면         | 강원도 삼척시            | 강원도 삼척시          | 노선 신설                |
| 제30호     | 제30호     | 대구 ~ 창원선         | 사천 ~ 대구선     | 대구광역시 서구        | 경상남도 사천시 사천읍         | 경상남도 창원시 동면     | 대구광역시 서구        | 노선 연장 및 노선명 변경 |
| 제31호     | 폐지       | 부산동래 ~ 부산기장선 | 폐지              | 부산광역시 동래구      | 폐지                           | 부산광역시 기장군 일광면 | 폐지                   | 노선 폐지                |
| 제70호     | 제70호     | 서산 ~ 춘천선         | 청양 ~ 춘천선     | 충청남도 서산시 지곡면 | 충청남도 청양군 청양읍         | 강원도 춘천시 서면       | 강원도 춘천시 서면     | 노선 연장                |
| 제78호     | 제78호     | 김포 ~ 포천선         | 김포 ~ 포천선     | 경기도 김포시 월곶면   | 경기도 김포시 월곶면           | 경기도 포천군 이동면     | 경기도 포천시 이동면   | 종점 변경                |
| 제82호     | 제82호     | 화성 ~ 평창선         | 평택 ~ 평창선     | 경기도 화성군 향남면   | 경기도 평택시 포승읍           | 강원도 평창군 평창읍     | 강원도 평창군 평창읍   | 노선 연장                |
| 제90호     | 제90호     | 울릉군 순환선         | 울릉군 순환선     | 경상북도 울릉군 울릉읍 | 경상북도 울릉군 울릉읍         | 경상북도 울릉군 울릉읍   | 경상북도 울릉군 울릉읍 | 노선 신설                |
| 제96호     | 제96호     | 태안 ~ 청원선         | 태안 ~ 청원선     | 충청남도 태안군 남면   | 충청남도 태안군 남면           | 충청북도 청원군 부용면   | 충청북도 청원군 오창읍 | 종점 변경                |
| 제97호     | 제97호     | 남제주 ~ 제주선       | 서귀포 ~ 제주선   | 제주도 남제주군 표선면 | 제주특별자치도 서귀포시 표선면 | 제주도 제주시            | 제주특별자치도 제주시  | 노선명 변경              |

- 2012년 1월 26일 : 4개 노선 변경[15]

| 노선번호명 | 노선번호명 | 노선명            | 노선명          | 기점                   | 기점                   | 종점                   | 종점                   | 비고      |
| 변경 전    | 변경 후    | 변경 전           | 변경 후         | 변경 전                | 변경 후                | 변경 전                | 변경 후                | 비고      |
| ---------- | ---------- | ----------------- | --------------- | ---------------------- | ---------------------- | ---------------------- | ---------------------- | --------- |
| 제22호     | 제22호     | 여수 ~ 순천선     | 여수 ~ 순천선   | 전라남도 여수시 화정면 | 전라남도 여수시 화양면 | 전라남도 순천시        | 전라남도 순천시        | 기점 변경 |
| 제28호     | 제28호     | 영주 ~ 삼척선     | 영주 ~ 동해선   | 경상북도 영주시 봉현면 | 경상북도 영주시 봉현면 | 강원도 삼척시          | 강원도 동해시          | 노선 연장 |
| 제37호     | 제37호     | 남원 ~ 거창선     | 남원 ~ 거창선   | 전라북도 남원시 인월면 | 전라북도 남원시 인월면 | 경상남도 거창군 위천면 | 경상남도 거창군 마리면 | 종점 변경 |
| 제39호     | 제39호     | 의정부 ~ 동두천선 | 양주 ~ 동두천선 | 경기도 의정부시        | 경기도 양주시          | 경기도 동두천시        | 경기도 동두천시        | 노선 단축 |

- 2014년 7월 14일 : 도로법 전면개정으로 국가지원지방도 노선 지정령 폐지[16]
- 2015년 3월 27일 : 국토교통부고시로 국가지원지방도 노선 지정[17]
- 2016년 7월 13일 : 4개 노선 변경[18]

| 노선번호 및 노선명                    | 기존 경유지 | 변경 경유지 | 기존 노선 중복 | 변경 노선 중복 | 비고 |
| ------------------------------------- | --- | --- | --- | --- | --- |
| 국가지원지방도 제49호선 해남 ~ 원주선 | 충청북도 괴산군(청천면 · 문광면 · 괴산읍 · 소수면), 음성군(원남면 · 소이면), 충주시(신니면 · 노은면 · 앙성면) | 충청북도 괴산군(청천면 · 문광면 · 괴산읍 · 소수면), 음성군(원남면 · 소이면 · 음성읍), 충주시(신니면 · 노은면 · 앙성면) | 충청북도 괴산군 문광면 ∼ 괴산읍 간 일반국도 제19호선 및 34호선과 중복, 괴산군 괴산읍 ~ 음성군 원남면 간 일반국도 제37호선과 중복 | 충청북도 괴산군 문광면 ∼ 괴산읍 간 일반국도 제19호선 및 34호선과 중복, 괴산군 괴산읍 ~ 음성군 원남면 간 일반국도 제37호선과 중복, 음성군 소이면 ∼ 음성읍 간 일반국도 제36호선과 중복, 충주시 신니면 일부는 일반국도 제3호선과 중복 | 음성군 소이면 ~ 충주시 신니면 구간 노선 변경 |
| 국가지원지방도 제55호선 해남 ~ 금산선 | 전라남도 담양군(고서면 · 봉산면 · 무정면 · 담양읍 · 용면) | 전라남도 담양군(고서면 · 봉산면 · 무정면 · 담양읍 · 금성면) | 담양군 담양읍 일부는 일반국도 제24호선과 중복, 담양군 담양읍 ∼ 전라북도 순창군 쌍치면 간 일반국도 제29호선과 중복 | 전라남도 담양군 담양읍 간 일반국도 29호선과 중복, 담양군 담양읍 ∼ 전라북도 순창군 순창읍 간 일반국도 제24호선과 중복 | 기존 국도 제29호선과 중복되는 전라남도 담양군 담양읍 ~ 전라북도 순창군 쌍치면 구간을 지방도 제792호선 및 순창군을 경유하는 구간으로 노선 변경 |
| 국가지원지방도 제55호선 해남 ~ 금산선 | 전라북도 순창군(복흥면 · 쌍치면), 정읍시(산내면 · 칠보면 · 산외면), 완주군 구이면, 임실군(신덕면 · 신평면 · 관촌면), 진안군(성수면 · 마령면 · 진안읍 · 부귀면), 완주군(소양면 · 동상면), 진안군 주천면 | 전라북도 순창군(금과면 · 팔덕면 · 순창읍 · 팔덕면 · 구림면 · 쌍치면), 정읍시(산내면 · 칠보면 · 산외면), 완주군 구이면, 임실군(신덕면 · 신평면 · 관촌면), 진안군(성수면 · 마령면 · 진안읍 · 부귀면), 완주군(소양면 · 동상면), 진안군 주천면 | 전라북도 순창군 일부는 일반국도 제21호선 중복, 정읍시 산내면 ∼ 칠보면 간 일반국도 30호선과 중복, 정읍시 칠보면 ∼ 완주군 구이면 간 국가지원지방도 제49호선과 중복, 완주군 구이면 일부는 일반국도 제27호선과 중복, 완주군 구이면 ∼ 임실군 관촌면 간 국가지원지방도 제49호선과 중복, 임실군 관촌면 일부는 일반국도 제17호선과 중복, 임실군 관촌면 ∼ 진안군 진안읍 간 국가지원지방도 제49호선과 중복, 진안군 진안읍 ∼ 완주군 소양면 간 일반국도 제26호선과 중복 | 전라북도 순창군 구림면 ∼ 순창군 쌍치면 간 일반국도 제21호선과 중복, 정읍시 산내면 ∼ 칠보면 간 일반국도 30호선과 중복, 정읍시 칠보면 ∼ 완주군 구이면 간 국가지원지방도 제49호선과 중복, 완주군 구이면 일부는 일반국도 제27호선과 중복, 완주군 구이면 ∼ 임실군 관촌면 간 국가지원지방도 제49호선과 중복, 임실군 관촌면 일부는 일반국도 제17호선과 중복, 임실군 관촌면 ∼ 진안군 진안읍 간 국가지원지방도 제49호선과 중복, 진안군 진안읍 ∼ 완주군 소양면 간 일반국도 제26호선과 중복 | 기존 국도 제29호선과 중복되는 전라남도 담양군 담양읍 ~ 전라북도 순창군 쌍치면 구간을 지방도 제792호선 및 순창군을 경유하는 구간으로 노선 변경 |
| 국가지원지방도 제67호선 통영 ~ 칠곡선 | 경상남도 통영시(봉평동·미수동 · 사당동 · 도천동 · 서호동 · 항남동 · 중앙동 · 문화동 · 태평동 · 북신동 · 무전동 · 광도면), 고성군(거류면 · 동해면), 창원시 마산합포구(진전면 · 진북면 · 진동면 · 진북면), 함안군 여항면, 창원시 마산회원구 내서읍, 함안군(칠원면 · 칠서면 · 칠북면 · 칠서면), 창녕군(길곡면 · 도천면 · 영산면 · 계성면 · 장마면 · 유어면 · 이방면) | 경상남도 통영시(봉평동 · 미수동 · 사당동 · 도천동 · 서호동 · 항남동 · 중앙동 · 문화동 · 태평동 · 북신동 · 무전동 · 광도면), 고성군(거류면 · 동해면), 창원시 마산합포구(진전면 · 진북면 · 진동면 · 진북면), 함안군 여항면, 창원시 마산회원구 내서읍, 함안군(산인면 · 가야읍 · 법수면), 의령군(정곡면 · 유곡면 · 부림면), 합천군 청덕면, 창녕군(이방면 · 유어면 · 대지면 · 창녕읍 · 고암면 · 성산면) | 경상남도 통영시 무전동 ~ 통영시 광도면 간 일반국도 제14호선과 중복, 통영시 광도면 ~ 창원시 마산합포구 진전면 간 일반국도 제77호선과 중복, 창원시 마산합포구 진전면 ~ 진동면 간 일반국도 제2호선과 중복, 창원시 마산합포구 진동면 ~ 함안군 여항면 간 일반국도 제79호선과 중복, 창원시 마산회원구 내서읍 ~ 창녕군 계성면 간 일반국도 제5호선과 중복, 창녕군 계성면 ~ 유어면 간 일반국도 제79호선과 중복, 창녕군 유어면 ~ 이방면 간 일반국도 제20호선과 중복   | 경상남도 통영시 무전동 ~ 통영시 광도면 간 일반국도 제14호선과 중복, 통영시 광도면 ~ 창원시 마산합포구 진전면 간 일반국도 제77호선과 중복, 창원시 마산합포구 진전면 ~ 진동면 간 일반국도 제2호선과 중복, 창원시 마산합포구 진동면 ~ 함안군 여항면 간 일반국도 제79호선과 중복, 창원시 마산회원구 내서읍 ~ 함안군 가야읍 간 국가지원지방도 제30호선과 중복, 함안군 가야읍 일부는 일반국도 제79호선과 중복, 의령군 정곡면 ~ 경상북도 청도군 풍각면 간 일반국도 제20호선과 중복      | 기존 경상남도 창원시 마산회원구 내서읍 ~ 함안군 ~ 창녕군 ~ 대구광역시 달성군 구지면 ~ 경상북도 고령군 운수면 구간을 경상남도 창원시 마산회원구 내서읍 ~ 함안군 ~ 의령군 ~ 합천군 청덕면 ~ 창녕군 ~ 경상북도 청도군 풍각면 ~ 경상남도 창녕군 성산면 ~ 대구광역시 달성군 ~ 경상북도 고령군 운수면 구간으로 노선 변경 |
| 국가지원지방도 제67호선 통영 ~ 칠곡선 | 경상남도 통영시(봉평동·미수동 · 사당동 · 도천동 · 서호동 · 항남동 · 중앙동 · 문화동 · 태평동 · 북신동 · 무전동 · 광도면), 고성군(거류면 · 동해면), 창원시 마산합포구(진전면 · 진북면 · 진동면 · 진북면), 함안군 여항면, 창원시 마산회원구 내서읍, 함안군(칠원면 · 칠서면 · 칠북면 · 칠서면), 창녕군(길곡면 · 도천면 · 영산면 · 계성면 · 장마면 · 유어면 · 이방면) | 경상북도 청도군 풍각면 | | | 기존 경상남도 창원시 마산회원구 내서읍 ~ 함안군 ~ 창녕군 ~ 대구광역시 달성군 구지면 ~ 경상북도 고령군 운수면 구간을 경상남도 창원시 마산회원구 내서읍 ~ 함안군 ~ 의령군 ~ 합천군 청덕면 ~ 창녕군 ~ 경상북도 청도군 풍각면 ~ 경상남도 창녕군 성산면 ~ 대구광역시 달성군 ~ 경상북도 고령군 운수면 구간으로 노선 변경 |
| 국가지원지방도 제67호선 통영 ~ 칠곡선 | 경상남도 통영시(봉평동·미수동 · 사당동 · 도천동 · 서호동 · 항남동 · 중앙동 · 문화동 · 태평동 · 북신동 · 무전동 · 광도면), 고성군(거류면 · 동해면), 창원시 마산합포구(진전면 · 진북면 · 진동면 · 진북면), 함안군 여항면, 창원시 마산회원구 내서읍, 함안군(칠원면 · 칠서면 · 칠북면 · 칠서면), 창녕군(길곡면 · 도천면 · 영산면 · 계성면 · 장마면 · 유어면 · 이방면) | 경상남도 창녕군 성산면 | | | 기존 경상남도 창원시 마산회원구 내서읍 ~ 함안군 ~ 창녕군 ~ 대구광역시 달성군 구지면 ~ 경상북도 고령군 운수면 구간을 경상남도 창원시 마산회원구 내서읍 ~ 함안군 ~ 의령군 ~ 합천군 청덕면 ~ 창녕군 ~ 경상북도 청도군 풍각면 ~ 경상남도 창녕군 성산면 ~ 대구광역시 달성군 ~ 경상북도 고령군 운수면 구간으로 노선 변경 |
| 국가지원지방도 제67호선 통영 ~ 칠곡선 | 대구광역시 달성군 구지면 | 대구광역시 달성군(유가면 · 현풍면 · 논공읍) | | 대구광역시 달성군 유가면 ~ 논공읍 간 일반국도 제5호선과 중복, 달성군 논공읍 ~ 경상북도 고령군 대가야읍 간 일반국도 제26호선과 중복 | 기존 경상남도 창원시 마산회원구 내서읍 ~ 함안군 ~ 창녕군 ~ 대구광역시 달성군 구지면 ~ 경상북도 고령군 운수면 구간을 경상남도 창원시 마산회원구 내서읍 ~ 함안군 ~ 의령군 ~ 합천군 청덕면 ~ 창녕군 ~ 경상북도 청도군 풍각면 ~ 경상남도 창녕군 성산면 ~ 대구광역시 달성군 ~ 경상북도 고령군 운수면 구간으로 노선 변경 |
| 국가지원지방도 제67호선 통영 ~ 칠곡선 | 경상북도 고령군(우곡면 · 개진면 · 고령읍 · 운수면), 성주군(용암면 · 선남면) | 경상북도 고령군(성산면 · 대가야읍 · 운수면), 성주군(용암면 · 선남면) | 경상북도 고령군 고령읍 일부는 일반국도 제26호선과 중복, 고령군 고령읍 ∼ 운수면 간 일반국도 제33호선과 중복, 성주군 선남면 ∼ 대구광역시 달성군 하빈면 간 일반국도 제30호선과 중복 | 경상북도 고령군 대가야읍 ∼ 운수면 간 일반국도 제33호선과 중복, 성주군 선남면 ∼ 대구광역시 달성군 하빈면 간 일반국도 제30호선과 중복 | 기존 경상남도 창원시 마산회원구 내서읍 ~ 함안군 ~ 창녕군 ~ 대구광역시 달성군 구지면 ~ 경상북도 고령군 운수면 구간을 경상남도 창원시 마산회원구 내서읍 ~ 함안군 ~ 의령군 ~ 합천군 청덕면 ~ 창녕군 ~ 경상북도 청도군 풍각면 ~ 경상남도 창녕군 성산면 ~ 대구광역시 달성군 ~ 경상북도 고령군 운수면 구간으로 노선 변경 |
| 국가지원지방도 제96호선 태안 ~ 청원선 | 충청남도 서산시 부석면, 홍성군(서부면 · 결성면 · 은하면 · 광천읍 · 장곡면), 청양군(비봉면 · 운곡면 · 대치면), 공주시(신풍면 · 우성면), 청양군 목면, 공주시(우성면 · 이인면 · 탄천면 · 이인면 · 태봉동 · 봉정동 · 웅진동 · 금성동 · 신관동 · 월송동 · 무릉동 · 석장리동)                                                                                           | 충청남도 태안군(태안읍 · 남면), 서산시 부석면, 홍성군(서부면 · 결성면 · 은하면 · 광천읍 · 장곡면), 청양군(비봉면 · 운곡면 · 대치면), 공주시(신풍면 · 우성면), 청양군 목면, 공주시(우성면 · 이인면 · 탄천면 · 이인면 · 태봉동 · 봉정동 · 웅진동 · 금성동 · 신관동 · 월송동 · 무릉동 · 석장리동) | 변동 없음 | 변동 없음 | 기점을 '충청남도 태안군 남면 원청리'에서 '충청남도 태안군 근흥면 신진도리'로 노선 연장 |

- 2017년 7월 11일 : 국가지원지방도 제78호선 총 연장 변경[19]
- 2025년 7월 11일 : 국가지원지방도 제14호선, 17호선, 19호선 노선 지정

## 노선
- 시점 및 종점, 길이의 정보는 국토교통부고시 제2015-181호 도로 노선의 지정 고시를 기준으로 한다.
- 폐지된 노선의 경우 폐지 당시 기준으로 한다.

| 표지 | 노선번호 | 노선명            | 기점                                                  | 종점                                                  | 최초 지정        | 길이    | 비고                                                |
| ---- | -------- | ----------------- | ----------------------------------------------------- | ----------------------------------------------------- | ---------------- | ------- | --------------------------------------------------- |
| 13   | 13       | 신지 ~ 완도선     | 전라남도 완도군 신지면 신상리                         | 전라남도 완도군 완도읍 가용리 (완도 교차로)           | 1996년 7월 19일  | 8.4km   |                                                     |
| 14   | 14       | 경산 ~ 영천선     | 경상북도 경산시 중방동                                | 경상북도 영천시 금호읍 중대리 (완도 교차로)           | 2025년 7월 11일  | 27.3km  |                                                     |
| 15   | 15       | 외나로도 ~ 영광선 | 전라남도 고흥군 봉래면 외초리                         | 전라남도 영광군 홍농읍 성산리 (한빛원자력발전소)      | 1996년 7월 19일  | 261.6km |                                                     |
| 17   | 17       | 고흥 ~ 고흥선     | 전라남도 고흥군 도화면 신상리                         | 전라남도 고흥군 포두면 가용리                         | 2025년 7월 11일  | 12.8km  |                                                     |
| 19   | 19       | 경주 ~ 경주선     | 경상북도 경주시 도화면 신상리                         | 경상북도 경주시 강동면 인동리                         | 2025년 7월 11일  | 20.6km  |                                                     |
| 20   | 20       | 포항 ~ 영덕선     | 경상북도 포항시 남구 장흥동 (장흥동사거리)            | 경상북도 영덕군 축산면 도곡리 (도곡삼거리)            | 2001년 8월 25일  | 67.6km  |                                                     |
| 22   | 22       | 여수 ~ 순천선     | 전라남도 여수시 화양면 안포리 (세포삼거리)            | 전라남도 순천시 장천동 (순고오거리)                   | 1996년 7월 19일  | 43.4km  |                                                     |
| 23   | 23       | 천안 ~ 서울선     | 충청남도 천안시 동남구 신부동 (천안 나들목)           | 서울특별시 마포구 상암동 (가양대교북단 교차로)        | 1996년 7월 19일  | 105.0km | 2008년 11월 17일 노선 단축                          |
| 28   | 28       | 영주 ~ 동해선     | 경상북도 영주시 봉현면 오현리 (봉현 교차로)           | 강원특별자치도 동해시 단봉동 (단봉삼거리)             | 2008년 11월 17일 | 135.4km | 2012년 1월 26일 노선 연장                           |
| 30   | 30       | 사천 ~ 대구선     | 경상남도 사천시 사천읍 수석리 (수석삼거리)            | 대구광역시 서구 내당동 (두류네거리)                   | 1996년 7월 19일  | 142.4km |                                                     |
| 32   | 32       | 대전 ~ 문경선     | 대전광역시 유성구 장대동 (구암교사거리)               | 경상북도 문경시 모전동 (모전오거리)                   | 1996년 7월 19일  | 116.8km |                                                     |
| 37   | 37       | 남원 ~ 거창선     | 전라북도 남원시 인월면 서무리 (인월 교차로)           | 경상남도 거창군 마리면 율리 (장풍삼거리)              | 2001년 8월 25일  | 75.4km  |                                                     |
| 39   | 39       | 양주 ~ 동두천선   | 경기도 양주시 장흥면 부곡리 (울대교 남단)             | 경기도 동두천시 동두천동 (소요동주민센터)             | 1996년 7월 19일  | 29.6km  |                                                     |
| 49   | 49       | 해남 ~ 원주선     | 전라남도 해남군 화원면 영호리 (구지 교차로)           | 강원특별자치도 원주시 우산동 (우산철교사거리)         | 1996년 7월 19일  | 479.0km | 2016년 7월 13일 노선 변경                           |
| 55   | 55       | 해남 ~ 금산선     | 전라남도 해남군 북평면 남창리 (남창 교차로)           | 충청남도 금산군 금산읍 상리 (우체국사거리)            | 2001년 8월 25일  | 279.2km | 2016년 7월 13일 노선 변경                           |
| 56   | 56       | 김포 ~ 인제선     | 경기도 김포시 월곶면 군하리 (김포CC 교차로)           | 강원특별자치도 인제군 북면 용대리 (용대 교차로)       | 1996년 7월 19일  | 230.6km |                                                     |
| 57   | 57       | 대전 ~ 안양선     | 대전광역시 서구 둔산동 (큰마을네거리)                 | 경기도 안양시 동안구 비산동 (비산사거리)              | 1996년 7월 19일  | 147.4km |                                                     |
| 58   | 58       | 나주 ~ 부산선     | 전라남도 나주시 금천면 신천리 (방축교)                | 부산광역시 강서구 생곡동 (세산 교차로)                | 1996년 7월 19일  | 251.1km |                                                     |
| 60   | 60       | 무안 ~ 부산선     | 전라남도 무안군 현경면 평산리 (현경 교차로)           | 부산광역시 기장군 장안읍 임랑리 (임랑삼거리)          | 1996년 7월 19일  | 316.5km |                                                     |
| 67   | 67       | 통영 ~ 칠곡선     | 경상남도 통영시 도남동 (발개삼거리)                   | 경상북도 칠곡군 왜관읍 왜관리 (왜관 교차로)           | 1996년 7월 19일  | 253.4km | 2016년 7월 13일 노선 변경                           |
| 68   | 68       | 서천 ~ 경주선     | 충청남도 서천군 장항읍 장암리                         | 경상북도 경주시 용강동 (황성지하도네거리)             | 1996년 7월 19일  | 386.7km |                                                     |
| 69   | 69       | 부산 ~ 울진선     | 부산광역시 강서구 녹산동 (성산삼거리)                 | 경상북도 울진군 매화면 기양리 (기양교 북단)           | 1996년 7월 19일  | 250.7km |                                                     |
| 70   | 70       | 청양 ~ 춘천선     | 충청남도 청양군 대치면 탄정리 (탄정삼거리)            | 강원특별자치도 춘천시 서면 오월리 (춘천댐삼거리)      | 1996년 7월 19일  | 331.0km | 2021년 6월 22일 경유지 변경                         |
| 78   | 78       | 김포 ~ 포천선     | 경기도 김포시 월곶면 포내리 (성동마을입구 교차로)     | 경기도 포천시 이동면 도평리 (제1도평교 북단)          | 2001년 8월 25일  | 163.7km | 2017년 7월 11일 노선 변경                           |
| 79   | 79       | 창녕 ~ 안동선     | 경상남도 창녕군 유어면 부곡리 (유어삼거리)            | 경상북도 안동시 풍천면 가곡리 (하회 교차로)           | 2001년 8월 25일  | 183.8km | 2016년 7월 13일 노선 변경 2021년 6월 22일 노선 연장 |
| 82   | 82       | 평택 ~ 평창선     | 경기도 평택시 포승읍 내기리 (내기삼거리)              | 강원특별자치도 평창군 평창읍 마지리 (마지삼거리)      | 1996년 7월 19일  | 250.3km |                                                     |
| 84   | 84       | 강화 ~ 원주선     | 인천광역시 강화군 강화읍 갑곳리 (알미골삼거리)        | 강원특별자치도 원주시 부론면 흥호리                   | 1996년 7월 19일  | 143.8km |                                                     |
| 86   | 86       | 남양주 ~ 춘천선   | 경기도 남양주시 진접읍 장현리 (장현사거리)            | 강원특별자치도 춘천시 동산면 조양리 (조양삼거리)      | 1996년 7월 19일  | 71.3km  | 2001년 8월 25일 노선 단축                           |
| 88   | 88       | 하남 ~ 영양선     | 경기도 하남시 배알미동 (팔당댐삼거리)                 | 경상북도 영양군 일월면 문암리 (문암삼거리)            | 1996년 7월 19일  | 269.5km |                                                     |
| 90   | 90       | 울릉도 순환선     | 경상북도 울릉군 울릉읍 저동리 (내수전)                | 경상북도 울릉군 울릉읍 저동리 (내수전)                | 2008년 11월 17일 | 44.2km  |                                                     |
| 96   | 96       | 태안 ~ 청원선     | 충청남도 태안군 근흥면 신진도리 (안흥항)              | 충청북도 청주시 상당구 미원면 쌍이리                  | 2001년 8월 25일  | 207.1km | 2016년 7월 13일 노선 변경 2021년 6월 22일 노선 연장 |
| 97   | 97       | 서귀포 ~ 제주선   | 제주특별자치도 서귀포시 표선면 표선리 (표선리 교차로) | 제주특별자치도 제주시 건입동 (국립제주박물관 교차로)  | 1996년 7월 19일  | 35.3km  |                                                     |
| 98   | 98       | 수도권 순환선     | 경기도 수원시 팔달구 지동 (동수원사거리)              | 경기도 수원시 팔달구 지동 (동수원사거리)              | 2001년 8월 25일  | 264.6km |                                                     |
| 99   | 99       | 서귀포 ~ 제주선   | 제주특별자치도 서귀포시 남원읍 남원리 (남원읍사무소)  | 제주특별자치도 제주시 조천읍 조천리 (분선동산 교차로) | 2021년 6월 22일  | 29.8km  |                                                     |

## 폐지된 노선
| 표지 | 노선번호 | 노선명          | 기점                   | 종점                   | 최초 지정일     | 길이   | 폐지일           |
| ---- | -------- | --------------- | ---------------------- | ---------------------- | --------------- | ------ | ---------------- |
| 19   | 19       | 원주 ~ 홍천선   | 강원도 원주시          | 강원도 홍천군          | 1996년 7월 19일 |        | 2001년 8월 25일  |
| 27   | 27       | 고흥 ~ 거금도선 | 전라남도 고흥군 도양읍 | 전라남도 고흥군 금산면 | 1996년 7월 19일 | 21.0km | 2001년 8월 25일  |
| 31   | 31       | 동래 ~ 기장선   | 부산광역시 동래구      | 부산광역시 기장군      | 1996년 7월 19일 | 25.3km | 2008년 11월 17일 |
| 33   | 33       | 구미 ~ 평창선   | 경상북도 구미시        | 강원도 평창군          | 1996년 7월 19일 |        | 2001년 8월 25일  |
| 40   | 40       | 태안 ~ 청원선   | 충청남도 태안군        | 충청북도 청원군        | 1996년 7월 19일 |        | 2001년 8월 25일  |
| 44   | 44       | 용인 ~ 양평선   | 경기도 용인시          | 경기도 양평군          | 1996년 7월 19일 |        | 2001년 8월 25일  |
| 59   | 59       | 하동 ~ 성주선   | 경상남도 하동군        | 경상북도 성주군        | 1996년 7월 19일 |        | 2001년 8월 25일  |
| 95   | 95       | 제주 ~ 서귀포선 | 제주도 제주시          | 제주도 서귀포시        | 1996년 7월 19일 | 29.0km | 2001년 8월 25일  |

## 같이 보기
- 대한민국의 지방도
- 대한민국의 일반 국도